# Salsola zehzadi
Salsola zehzadi är en amarantväxtart som beskrevs av Akhani. Salsola zehzadi ingår i släktet sodaörter, och familjen amarantväxter. Inga underarter finns listade i Catalogue of Life.